# 중화 직업봉구 대연맹 승부조작 사건
대만 야구에서 벌어진 승부조작 사건이다.

## 년도별 승부조작 사건
- 1995년 싼샹 타이거스가 학연과 사모임을 통한 승부조작이 진행되었으며, 주동자 은퇴 등으로 무마되었다.
- 1996년 스바오 이글스에서 고의 아웃, 실책 등을 통한 승부 조작이 발생하여, 20여명의 혐의자는 구속, 제명 출전 금지 등의 처분을 받았다. 165만에 이르던 관중이 30만으로 감소함.
- 1997년 도박조직과 폭력단에 의해 슝디 선수들 5명이 납치되었다.
- 1998년 스바오 이글스가 승부조작 사건(검은 독수리 사건)에 휘말려 선수 부족을 이유로 활동을 중단, 같은 해 가을에 해산되다.
- 2005년 라뉴, 싱농, 청타이 등에서 고의 출루와 승부조작등이 발생함. 관련자 27명은 구속 제명 출전금지되었다.
- 2007년 중신 웨일스에서 도박조직과 연계한 승부조작이 발생함.
- 2008년 디미디어 티렉스와 중신 웨일스가 승부조작 사건에 연루되어 디미디어는 연맹에서 제명당하고, 중신은 시즌 종료 후 팀 해산을 선언함. 디미디어는 폭력조직에 장악되어 승부조작에 가담하게 되었다.[1]
- 2009년 검은코끼리사건[2]슝디 엘리펀츠와 라뉴 베어스의 선수들이 승부조작 사건에 연루되어 상당수가 영구제명. 장즈자(슝디)는 범행 사실을 시인하였다.

## 승부조작이 발생하는 배경
대만 프로야구는 모기업이 중소기업이기 때문에 모기업에 의한 투자가 없으며, 중계권료와 입장 수입이 구단 수익의 전부이므로 프로야구 선수들의 연봉이 적기 때문에 승부조작 사건이 지속적으로 발생하고 있다. 또한 삼합회를 비롯한 폭력조직이 운영하는 불법 베팅 사이트에서 돈을 벌기위해 승부 조작을 일으킨다.

## 영향
2009년에는 중화민국의 총통 마잉주까지 나서서 "확실히 수사해 대만 프로야구를 정화하겠다"고 공언 하고 승부조작에 연루된 선수나 팀을 해체하는 등 중화민국 정부 차원에서 강경하게 대처하고 있지만, 근본적인 해결책은 만들지 못하고 있다.

## 같이 보기
- K리그 승부조작 사건
- 2006년 이탈리아 축구 스캔들
- 스타크래프트 승부조작 사건
- 2013년 유로폴 승부조작 수사
- 블랙삭스 스캔들
- 검은 안개 사건
- V-리그 승부조작 사건